# Тескентоган
Тескентога́н (каз. Тескентоған) — село у складі Меркенського району Жамбильської області Казахстану. Входить до складу Суратського сільського округу.
У радянські часи село називалося Кизил-Ту.
Населення — 558 осіб (2021; 511 у 2009, 534 у 1999, 412 у 1989).